# Isidoro García Barrado
Isidoro García Barrado (Castañeda, 1856- Salamanca, 21 de junio de 1902) fue un político, periodista y empresario español.

## Biografía
Nacido en Castañeda, provincia de Salamanca en 1856, fue una persona vinculada al comercio con Ultramar, que había vivido en países americanos. Fue director del diario Adelante. También fue catedrático de la Universidad de Salamanca.
Cofundador en 1881 de la Caja de Ahorros y Monte de Piedad de Salamanca y en 1886 de El Economista, la primera publicación española especializada en el análisis de los mercados financieros.
Fue elegido diputado por el distrito vallisoletano de Nava del Rey en las elecciones de 1893 y por el distrito salmantino de Peñaranda de Bracamonte en las elecciones de 1898 y 1899.
Senador por la provincia de Salamanca en la legislatura 1901-1902 (hasta su fallecimiento).

### Fallecimiento
Falleció el 21 de junio de 1902, en Salamanca (La Correspondencia militar. 21/6/1902, La Época 21/6/1902, El Día  21/6/1902, La Correspondencia de España, 22/6/1902...)

## Nota
1. ↑  Que mucho más tarde pasaría a formar parte de Caja Duero, al integrarse con la Caja de Ahorros y Préstamos de la Provincia de Soria